# Bernhard Anton Sirch
Bernhard Anton Sirch OSB (* 26. April 1943 in Günzburg; † 11. Februar 2013 in Illschwang) war ein deutscher Benediktiner und Verleger.

## Leben
Bernhard Sirch verbrachte seine Kindheit und Jugend in Krumbach, Augsburg und Bobingen. Der älteste Bruder ist Benediktiner in St. Ottilien (Bruder Gerold OSB). Die Schwester (Sr. Sofie OP) ist Dominikanerin. Nach dem humanistischen Gymnasium trat er in die Erzabtei St. Ottilien ein. Er studierte Philosophie in St. Ottilien und Theologie in München. Am 22. Juni 1973 promovierte er zum Dr. theol. bei Walter Dürig in der Universität München mit dem Thema Der Ursprung der bischöflichen Mitra und päpstlichen Tiara.
Am 19. Juli 1970 empfing er die Priesterweihe und diente durch Seelsorgsaushilfen besonders im Bistum Augsburg und in der Justizvollzugsanstalt Landsberg. von 15. Januar 1972 bis 22. Juli 1993 war Direktor des EOS Verlags. Von 1974 bis Juli 1982 war er Internatsleiter des Lehrlingsseminars in St. Ottilien als staatlich anerkannter Erzieher. Für die Jugendarbeit erwarb er das goldene Leistungsabzeichen der Wasserwacht und den Grundschein für Windsurfing. Von 1977 bis 1994 hatte er die Pfarrvertretung in Rottach-Egern inne. Ab 5. März 1994 war er Pfarrer in Achenkirch und Expositus in Hinterriß, Diözese Innsbruck. Er gehörte im Jahre 2009 zum Benediktinerstift St. Georgenberg-Fiecht in Vomp in Tirol. Er hielt Vorträge bei Radio Maria Österreich und stellte wöchentliche Impulse zu Lesungen und Evangelium des jeweils bevorstehenden Sonntags der Internetzeitung Kath.net seit dem ersten Adventsonntag 2010 bis zum zweiten Adventsonntag 2012 zur Verfügung.

## Schriften (Auswahl)
- Der Ursprung der bischöflichen Mitra und päpstlichen Tiara (= Kirchengeschichtliche Quellen und Studien. Band 8). EOS-Verlag, Sankt Ottilien 2013, ISBN 3-920289-57-9 (zugleich Dissertation, München 1973, Auszug: Tiara. In: Paulys Realencyclopädie der classischen Altertumswissenschaft (RE). Supplementband XIV, Stuttgart 1974, Sp. 786–794.).
- O Gott, komm mir zu Hilfe. Die immerwährende Gebet bei Johannes Cassianus. EOS-Verlag, Sankt Ottilien 1983, ISBN 3-88096-159-X.
- mit Julius Franz Tschudy: Die heilige Ottilie. Ihr Leben und ihre Verehrung. Mit Sonderteil: Ottilienkapelle von Emming, der Ursprung der Benediktinerabtei St. Ottilien. EOS-Verlag, Sankt Ottilien 1989, ISBN 3-88096-744-X.
- Memorandum der Ungeborenen. EOS-Verlag, Sankt Ottilien 1992, ISBN 3-88096-655-9.
- Die schönsten Mariengebete. EOS-Verlag, Sankt Ottilien 2010, ISBN 978-3-8306-4105-6.